# Brücke der Solidarität
Die Brücke der Solidarität ist eine Straßenbrücke über den Rhein zwischen den Duisburger Stadtteilen Rheinhausen und Hochfeld bei Rheinkilometer 775,29.

## Brückengeschichte

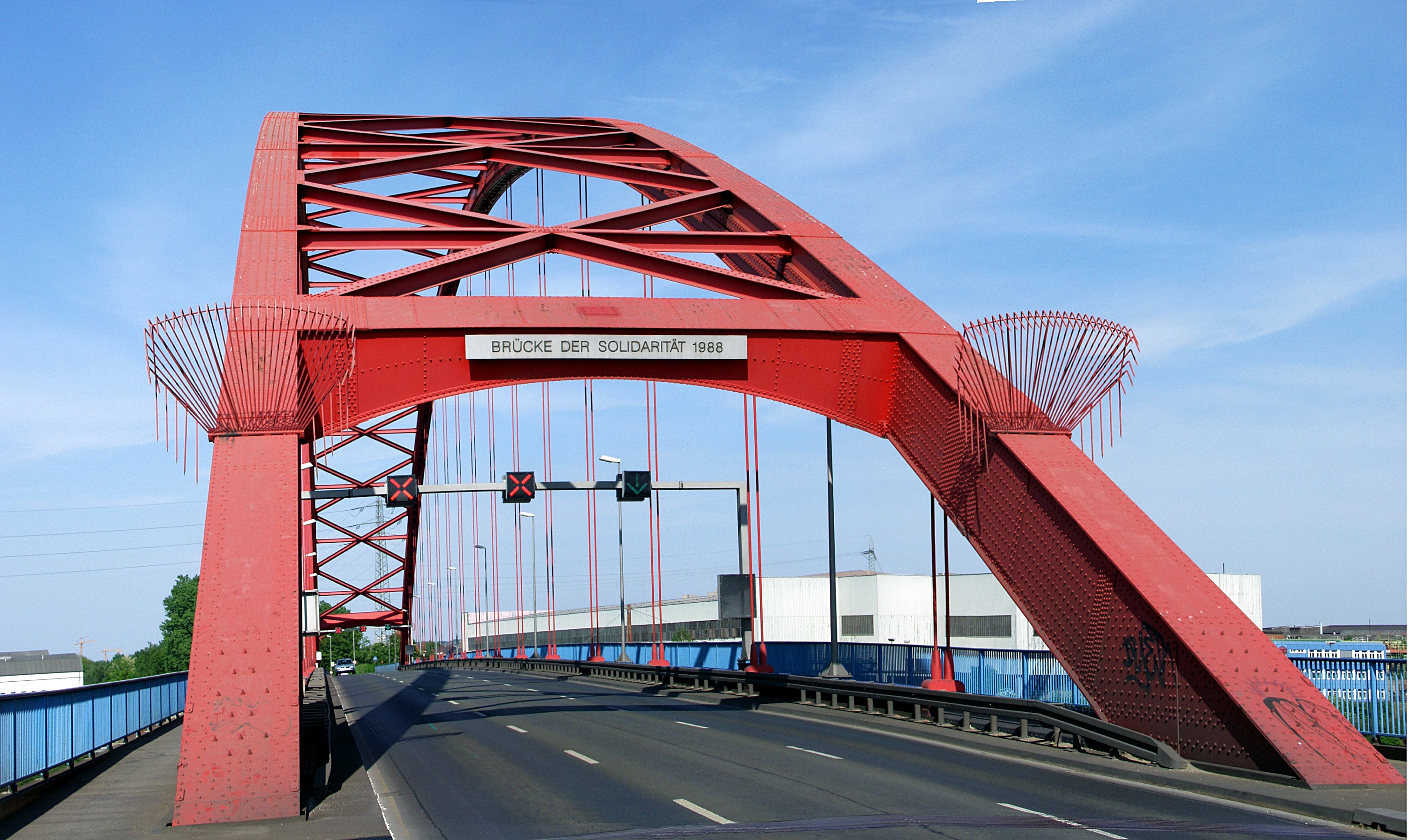
Fahrbahn mit Namensschild

Die Vorgängerbrücke, die Admiral-Graf-Spee-Brücke, wurde ab dem 12. Januar 1934 im Rahmen eines staatlichen Beschäftigungsprogramms gebaut und am 22. Mai 1936 von Reichspropagandaminister Joseph Goebbels für den Verkehr freigegeben. Die Baukosten betrugen 6,75 Millionen Reichsmark. Das 756 Meter lange Bauwerk hatte als Strombrücke einen zweifeldrigen, stählernen Fachwerkträger mit 255,75 Meter und 153,45 Meter Stützweite. Auf beiden Seiten gab es Mautstellen für die Brückenbenutzung.
Am 4. März 1945 sprengten Soldaten der deutschen Wehrmacht die Admiral-Graf-Spee-Brücke, die Duisburg-Hochfelder Eisenbahnbrücke, die Friedrich-Ebert-Brücke (Duisburg-Ruhrort) und die Krefeld-Uerdinger Brücke vor der herannahenden 9. US-Armee, die am 23. Februar bei Linnich, Jülich und Düren die Rur überschritten hatte und zwischen Neuss und Rheinberg bis zum Rhein vorstieß (Operation Grenade). Die linksrheinische Flutbrücke wurde nicht gesprengt. Die Westalliierten überschritten den Rhein später an anderen Stellen (Operation Plunder, Brücke von Remagen) und kesselten das Ruhrgebiet ein.
Eine neue Brücke wurde ab Juli 1945 gebaut und am 3. Juli 1950 für den Verkehr freigegeben. An die Stelle der früheren Konstruktion trat nach einem Vorschlag des Unternehmens Krupp Stahlbau Rheinhausen eine Stabbogenbrücke. Sie hat eine Stützweite von 255,9 Metern und gilt als die längste ihrer Art in Deutschland.
Die frühere Brücke hatte vier Fahrstreifen; die neue wurde auf Befehl der britischen Besatzungsbehörde mit nur drei Fahrstreifen gebaut. Die mittlere Spur wird per Lichtsignal für jeweils eine Fahrtrichtung freigegeben. Die Brücke wurde Anfang der 1990er Jahre ausgebaut, insbesondere die alten Teile der linksrheinischen Flutbrücke.

## Technische Daten
- Konstruktionsart: Langerscher Balken
- Spannweite des Bogens: 255,91 m
- Pfeilhöhe 35,5 m
- Versteifungsträger: einwandige, genietete Blechträger mit 4320 mm Stegblechhöhe
- Abstand der Versteifungsträger: 12,4 m
- Steghöhe des Hutquerschnitts: 1,7 m am Scheitel, 2,10 m am Kämpfer
- Fahrbahnbreite: 9 m (3 Spuren à 3 m)
- Nutzbare Radwegbreite: 1,1 m
- Nutzbare Gehwegbreite: 1,8 m

## Namensgebung
1987 erlangte Rheinhausen durch den Widerstand gegen Pläne zur Schließung des Krupp-Stahlwerks bundesweite Aufmerksamkeit. Am 10. Dezember 1987 besetzten Krupp-Arbeiter die Rheinbrücke, um gegen die Schließung zu protestieren. Während des ganzen Winters gab es örtliche Demonstrationen gegen das Vorhaben. Außer der Rheinbrücke wurden auch eine Auffahrt auf die Bundesautobahn 40 vorübergehend blockiert und die symbolträchtige Villa Hügel der Krupp-Stiftung in Essen besetzt. Monatelange Mahnwachen begleiteten die Auseinandersetzungen. Rheinhausen wurde zu einem Symbol des Widerstands gegen die Stahlkrise.
Die Rheinbrücke wurde am 20. Januar 1988 von den Arbeitnehmern in Brücke der Solidarität umbenannt. An diesem Tag zogen 50.000 Stahlkocher aus über 60 deutschen Hüttenwerken zur Brücke. Jugendvertreter der Krupp-Lehrwerkstatt hatten das neue Namensschild gefertigt. Später wurde dieser Name von der Stadt Duisburg offiziell übernommen.